# MS Veendam
 (juillet 2010).
Le MS Veendam est un navire de croisière de la société Holland America Line.
Le MS Veendam est le sister-ship du MS Maasdam, du MS Statendam et du MS Ryndam.
En 2020, comme les autres sociétés du groupe Carnival, la société est durement touchée par les conséquences économiques de la crise sanitaire du Covid19 et annonce en juillet qu'elle vend quatre de ses paquebots de croisière : MS Veendam ainsi que MS Maasdam, MS Amsterdam et MS Rotterdam.
Il est alors racheté par Mediterranean Dream Inc filiale de Seajets et renommé Aegean Majesty.

## Ponts
Le Veendam dispose de 10 ponts :

### Pont 1 - A
Le pont « A » du Ms Maasdam dispose de :
- Laverie
- Infirmerie
- Reception
- Cabinet medical

### Pont 2 - Main
Le pont « Main » dispose de :
- Laverie

### Pont 3 - Lower promenade
Le pont « Lower Promenade » dispose de :
- Atrium
- Laverie
- Bureau du responsable de l'hôtel

### Pont 4 - Promenade
Le pont « Promenade » dispose de :
- Théâtre "Showroom at sea"
- Galerie photos
- Laboratoire photos
- Atrium
- Galerie d'art
- Bureau des excursions
- Bar "Wine Teasting"
- Théâtre "Wajang"
- Centre d'art culinaire
- Salon "Hudson"
- Salon "Half Moon"
- Cuisine principal
- Restaurant "Rotterdam"

### pont 5 - Upper promenade
Le pont « Upper Promenade » dispose de :
- Théâtre "Showroom at sea" (Balcon)
- Boutique
- Bar "Ocean"
- Atrium
- Boutique des gourmets
- Bar "Casino"
- Casino
- Piano bar
- Galerie "Figurehead"
- Café "Exploration's"
- Salon "Explorer's"
- Resto-Grill "Pinnacle"
- Salon "Queen's"
- Restaurant "Rotterdam"

### Pont 7 - Navigation
Le pont « Navigation » dispose de :
- Salon "Neptune"
- Piscine avec vue sur mer

### Pont 8 - Lido
Le pont « Lido » dispose de :
- Spa
- Centre de fitness
- Suite thermale
- Salon de massage
- Salon de beauté
- Resto-Grill
- Piscine principale
- Bar "Dolphin"
- Restaurant "Lido"
- Terrasse

### Pont 9 - Sport
Le pont « Sport » dispose de :
- Dôme de la piscine
- Terrain de basketball
- Court de tennis
- Club-Hall

### Pont 10 - Sky
Le pont « Sky » dispose de :
- Terrasse
- Piscine